# جيك كلارك سالتر
جيك كلارك سولتير (بالإنجليزية: Jake Clarke-Salter)‏ (22 سبتمبر 1997 الإمبراطورية الرومانية - ) هو لاعب كرة قدم بريطاني، يلعب كمدافع.

## روابط خارجية
- جيك كلارك سالتر على موقع الاتحاد الأوربي (الإنجليزية)
- جيك كلارك سالتر على موقع قاعدة بيانات كرة القدم.إي يو (الإنجليزية)
- جيك كلارك سالتر على موقع Soccerbase.com (لاعب) (الإنجليزية)
- جيك كلارك سالتر على موقع Soccerway.com (الإنجليزية)
- جيك كلارك سالتر على موقع عالم كرة القدم.نت (الإنجليزية)
- جيك كلارك سالتر على موقع AS.com (الإسبانية)